# Between Here and Now
Between Here and Now er en dansk kortfilm fra 2019 instrueret af Jannik Splidsboel.

## Handling
Tony, en besøgende italiener, møder Oscar på en bar i København. Det, der virker som et one-night-stand, bliver mere kompliceret, og de to mænd danner et skrøbeligt venskab baseret på gensidig ensomhed.

## Medvirkende
- Francesco Martino
- Peder Bille
- Peter Oliver Hansen